# Jasus frontalis
La langosta de Juan Fernández (Jasus frontalis) es una especie de crustáceo decápodo de la familia  Palinuridae endémica del archipiélago chileno de Juan Fernández, las Islas Desventuradas y la Isla de Pascua.

## Características y distribución
La langosta de Juan Fernández promedia los 25 cm de longitud (sin antenas).
Este crustáceo habita principalmente en fondos rocosos, en especial en cuevas naturales, donde se oculta para evitar las corrientes. La encontramos entre 2 y 250 metros de profundidad y entre 70 y 225 metros en las islas del norte San Félix y San Ambrosio.
Debido a su sobreexplotación, y a su lento desarrollo para llegar a adulto (alrededor de 6 años), se encuentra en veda, esto quiere decir que se encuentra prohibida su captura, compra, transporte y posesión de la langosta de Juan Fernández; para San Félix y San Ambrosio desde el 30 de junio al 1 de septiembre, y para el archipiélago de Juan Fernández desde el 15 de mayo al 30 de septiembre, incluyendo ambas fechas. Además, se prohíbe indefinidamente la captura de hembras de langostas con huevos visibles (en toda época y del tamaño que sea).	
Finalmente, se prohíbe la posesión de langosta de un tamaño menor de 11,5 cm desde la base de las antenas o 2º apéndice hasta borde posterior de la caparazón, sin contar la cola.
Con estas medidas se pretende proteger a los ejemplares hasta que los reproductores puedan completar un cierto número de desoves, antes de que comiencen a ser capturados para su comercialización.
Como mencionamos anteriormente, la langosta se encuentra en un periodo crítico, ya que de su extracción se mantiene un gran número de familias en el archipiélago. Sin embargo, es necesario protegerlas para que también sea un recurso que puedan utilizar sus hijos en el día de mañana.

## Extracción
Debido a la sobreexplotación del crustáceo y a su lento desarrollo para llegar a la adultez (alrededor de 6 años), se encuentra en veda, lo que significa que se encuentra prohibida su captura, compra, transporte y posesión de la langosta de Juan Fernández; para San Félix y San Ambrosio desde el 30 de junio al 1 de septiembre, y para el archipiélago de Juan Fernández desde el 15 de mayo al 30 de septiembre, incluyendo ambas fechas. Además se prohíbe indefinidamente la captura de hembras de langostas con huevos visibles (en toda época y del tamaño que sea).	
Finalmente se prohíbe la posesión de langosta de un tamaño menor de 11,5 cm desde la base de las antenas o 2º apéndice hasta borde posterior de la caparazón, sin contar la cola.
Con estas medidas se pretende proteger a los ejemplares hasta que los reproductores puedan completar un cierto número de desoves, antes de que comiencen a ser capturados para su comercialización.
Como mencionamos anteriormente, la langosta se encuentra en un periodo crítico, ya que de su extracción se mantiene un gran número de familias en el archipiélago. Sin embargo, es necesario protegerlas para que también sea un recurso que puedan utilizar sus hijos en el día de mañana.
Los principales mercados de destino de este crustáceo después de Chile son 
Francia, Italia, España y China.